# Stefano Palmieri
Stefano Palmieri (Serravalle, 18 de septiembre de 1964) es un político sanmarinense.
Ejerció el cargo de Capitán Regente (Jefe de Estado) de la República de San Marino en dos oportunidades. La primera de ellas entre octubre de 2009 y abril de 2010, junto a Francesco Mussoni; y la segunda junto a Matteo Ciacci entre abril y octubre de 2018.
Fue cofundador del Movimento Biancoazzurro, que en 2005 se transformó en el Alleanza Popolare (AP). En 2006 ingresó al parlamento sanmarinense, donde fue miembro del comité de finanzas. Entre 2008 y 2011 fue sindaco del gobierno.
Antes de las elecciones parlamentarias de noviembre de 2016, la AP se fusionó con la Unione per la Repubblica (UPR) para formar Repubblica Futura (RF). Palmieri ganó en las elecciones un escaño en el parlamento. Allí fue miembro de los comités de Asuntos Exteriores y Finanzas. De diciembre de 2016 a julio de 2017, fue nuevamente sindaco del gobierno.

## Distinciones
- Mónaco: Gran Cruz de la Orden de San Carlos (2010)[13]